# Longmeadow
Longmeadow és una població dels Estats Units a l'estat de Massachusetts. Segons el cens del 2000 tenia 15.633 habitants.

## Demografia
Segons el cens del 2000, Longmeadow tenia 15.633 habitants, 5.734 habitatges, i 4.432 famílies. La densitat de població era de 669,2 habitants/km².
Dels 5.734 habitatges en un 37,1% hi vivien nens de menys de 18 anys, en un 69,1% hi vivien parelles casades, en un 6,4% dones solteres, i en un 22,7% no eren unitats familiars. En el 20,4% dels habitatges hi vivien persones soles el 14% de les quals corresponia a persones de 65 anys o més que vivien soles. El nombre mitjà de persones vivint en cada habitatge era de 2,66 i el nombre mitjà de persones que vivien en cada família era de 3,09.
Per edats la població es repartia de la següent manera: un 26,8% tenia menys de 18 anys, un 4,6% entre 18 i 24, un 22% entre 25 i 44, un 28,7% de 45 a 60 i un 17,8% 65 anys o més.
L'edat mediana era de 43 anys. Per cada 100 dones de 18 o més anys hi havia 82 homes.
Entorn de l'1% de les famílies i el 2,1% de la població estaven per davall del llindar de pobresa.